# Roti john
Il roti john è un panino fritto singaporiano a base di uova, cipolle e carne.

## Etimologia
Il nome dell'alimento è composto dai lemmi roti, indicante un pane indiano, e John, che forse allude alla tendenza delle forza armate britanniche di indicare come "John" qualsiasi persona di sesso maschile, specie gli sconosciuti o quelli con un nome difficile da ricordare o pronunciare; i britannici adottavano tale nome anche per indicare i venditori nativi nella Malesia britannica e vice versa.